# Liste de sigles en télécommunications
Cette page présente quelques sigles utilisés couramment en télécommunication.

## Liste
- ADSL : Asymetric bit rate Digital Subscriber Line - ligne numérique asymétrique d'abonné
- ARCEP : Autorité de régulation des communications électroniques et des postes (France - anciennement ART)
- CDMA : Code Division Multiple Access
- CPE : Customer Premises Equipment
- CSD : Circuit Switched Data, l'équivalent du modem RTC sur téléphone mobile
- DCS : Digital Cellular System
- DECT : Digital Enhanced Cordless Telephone
- EDGE : Enhanced Data rate for GSM Evolution
- FDMA : Frequency Division Multiple Access
- FR : Frame Relay
- FT : France Télécom
- GPRS : General Packet Radio Service
- GSM : Global System for Mobile Communications (anciennement Groupe Spécial Mobiles)
- HSCSD : High Speed Circuit Switched Data, pareil à CSD en vitesse plus élevée
- HSDPA : HighSpeed Downlink Packet Access
- IMSI : International Mobile Subscriber Identity
- ISDN : Integrated Services Digital Network (i.e. Réseau numérique à intégration de services, RNIS)
- MMS : Multimedia Messaging Service (voir également SMS)
- RNIS : Réseau Numérique à Intégration de Service
- RTC : Réseau téléphonique commuté
- SCP : Service control point
- SDH : Synchronous Digital Hierarchy - Hiérarchie Numérique Synchrone
- SMS : Short Message Service
- SIP : Session Initiation Protocol
- TCAP : Transaction Capabilities Application Part - Protocole d'information applicatif SS7 non-orienté circuit
- TDMA : Time Division Multiple Access
- UIT : Union Internationale des Télécommunications
- UMTS : Universal Mobile Telecommunications System
- WAP : Wireless Application Protocol - protocole d'applications sans-fil
- WDM : Wavelength Division Multiplexing - Multiplexage en longueur d'onde
- Wi-Fi : Wireless Fidelity